# Carex polyschoenoides
Carex polyschoenoides là một loài thực vật có hoa trong họ Cói. Loài này được K.T.Fu mô tả khoa học đầu tiên năm 1976.